# 스트라이크포스
스트라이크포스(Strikeforce)는 미국의 종합격투기 2위 단체였다. 캘리포니아 새너제이에 본부를 두고 있으며, 실리콘 밸리 스포츠 앤드 엔터테인먼트(SVSE)가 소유하고 있었다. 그러나 2011년 3월 12일 라이벌 단체 얼티밋 파이팅 챔피언십의 모기업 주파사에서 스트라이크포스를 인수하면서 양 단체는 라이벌 관계가 아닌 자매 관계가 되었다.
주파사로 소유권이 넘어간 이후에도 스트라이크포스는 얼티밋 파이팅 챔피언십과는 독립적으로 운영을 유지하게 된다. 그러나 2012년 스트라이크포스의 중계를 담당하던 쇼타임과의 마찰 등으로 두 차례나 대회가 취소되는 사태를 겪은 후 2013년 1월12일 대회를 끝으로 UFC로 흡수되었다.

## 역사
스트라이크포스는 킥복싱 단체로 1985년 출발하였다. 2006년 3월 10일, 프랭크 샴록과 시저 그레이시의 경기를 메인 이벤트로하여 본격적인 종합격투기 사업에 뛰어든다.
2009년 일본 FEG (Fighting & Entertainment Group) 소유의 드림 (종합격투기 단체), 2회 대회를 끝으로 사업을 접은 어플릭션 엔터테인먼트의 파트너였던 M-1 글로벌과의 연대로 세력을 확장한다.
총 24번의 종합격투기 대회와 5번의 챌린저 시리즈를 개최하였다.

## 월드 그랑프리
2011년부터 월드 그랑프리를 신설하였다. 월드 그랑프리는 M-1 글로벌과의 제휴를 통해 월드 그랑프리를 신설하였다. 2011년 2월부터 헤비급 토너먼트가 개최되었고 그해, 여름에는 미들급 토너먼트가 개최될 예정이다. 그랑프리의 챔피언은 각 체급의 챔피언에게 도전할 기회가 주어진다.

## 규칙
주파에 인수되면서 종합격투기 통합 규정이 도입돼 그라운드 상태에서의 팔꿈치 공격이 허용됐다. 일반 시합은 5분 3라운드로, 타이틀전은 5분 5라운드로 치러진다. 각 라운드 사이에는 1분의 휴식 시간이 있다. UFC와는 달리 경기장이 6각 철창이다.
남자부와는 다르게 여자부 시합은 3분 3라운드였지만 2009년 7월 16일에 캘리포니아주 체육 위원회에서 5분 라운드 사용이 승인됨에 따라 남녀간의 차이는 없어졌다.
2012년부터 헤비급은 UFC에 합병되고 그랑프리만 개최되었으나 2013년 1월대회를 끝으로 전 체급 모두 UFC로 흡수되었다.

## 마지막 챔피언들
| 남자부       | 체중   | 챔피언              |
| ------------ | ------ | ------------------- |
| 헤비급       | 120 kg | 다니엘 코미어       |
| 라이트헤비급 | 93 kg  | 댄 헨더슨           |
| 미들급       | 84 kg  | 루크 락홀드         |
| 웰터급       | 77 kg  | 타렉 사피딘         |
| 라이트급     | 70 kg  | 길버트 멜렌데즈     |
| 여자부       | 체중   | 챔피언              |
| 페더급       | 66 kg  | 크리스치아니 산투스 |
| 밴텀급       | 61 kg  | 론다 로우지         |

## 같이 보기
- 스트라이크포스 대회 목록